# Hinesburg (condado de Chittenden)
Hinesburg es un lugar designado por el censo ubicado en el condado de Chittenden en el estado estadounidense de Vermont. En el año 2010 tenía una población de 658 habitantes.

## Geografía
Hinesburg se encuentra ubicado en las coordenadas 44°19′42″N 73°6′35″O / 44.32833, -73.10972.